# Shingas
Shingas (vers 1740 - 1763), était un chef du peuple Delaware en Ohio Country et un guerrier amérindien sur la frontier lors de la Guerre de Sept Ans. Surnommé Shingas the Terrible (Shingas le Terrible) par les Anglo-américains, Shingas mena des raids dévastateurs contre les colons blancs. Les gouvernements coloniaux de Pennsylvanie et de Virginie y répondirent en offrant une récompense à quiconque le tuerait. Il fut allié au français de la Nouvelle-France.

## Sources
- Franks, Kenny A. "Tamaqua" in American National Biography. Oxford University Press, 1999.
- Lambert, Paul F. "Shingas" in American National Biography. Oxford University Press, 1999.
- McConnell, Michael N. A Country Between: The Upper Ohio Valley and Its Peoples, 1724–1774. Lincoln: University of Nebraska Press, 1992.
- Weslager, C. A. The Delaware Indians. New Brunswick, New Jersey, 1972.
- White, Richard. The Middle Ground: Indians, Empires, and Republics in the Great Lakes Region, 1650–1815. New York, 1991.
- Laurent Veyssière (dir.) et Bertrand Fonck (dir.), La guerre de Sept Ans en Nouvelle-France, Québec, Septentrion (Canada) et PUPS (France), 2012, 360 p. (ISBN 978-2-89448-703-7)